# Симеонов, Константин Арсеньевич
Константи́н Арсе́ньевич Симео́нов (укр. Костянтин Арсенович Симеонов; 1910 ― 1987) ― советский, украинский и российский дирижёр, педагог, народный артист СССР (1962).

## Биография
Родился 7 (20) июня 1910 года в селе Казнаково (ныне в Старицком районе, Тверская область, Россия).
В 1918—1928 годах учился в регентских (дирижёрских) и инструментальных классах при Петроградской народной хоровой академии (ныне Хоровое училище имени М. И. Глинки при Государственной академической капелле Санкт-Петербурга) и пел в ней под руководством М. Г. Климова, в 1928—1931 — дирижёр капеллы.
В 1936 году окончил Ленинградскую консерваторию им. Н. Римского-Корсакова, где учился у И. А. Мусина, А. В. Гаука и С. В. Ельцина.
В 1936—1960 годах выступал преимущественно как симфонический дирижёр.
В 1936—1937 годах — дирижёр Симфонического оркестра Карельского радио в Петрозаводске (ныне Симфонический оркестр Карельской государственной филармонии), В 1938—1941 — 2-й дирижёр Государственного симфонического оркестра БССР Белорусской филармонии.
Участник войны, узник лагерей Ламсдорф-318-Ф и в Северных Альпах.
В 1946 году на Всесоюзном смотре молодых дирижёров в Ленинграде завоевал первую премию, что позволило ему вести активную дирижёрскую работу со многими оркестрами СССР.
В 1946—1948 годах — дирижёр Киевского театра оперы и балета им. Т. Шевченко, в 1949—1957 — Государственного симфонического оркестра Украинской ССР, в 1957—1961 — главный дирижёр Симфонического оркестра Украинского радио.
В 1961—1966 и 1975―1976 годах — главный дирижёр и художественный руководитель Киевского театра оперы и балета им. Т. Шевченко.
В 1964 году в составе труппы Большого театра (Москва) гастролировал в театре «Ла Скала» (Милан, Италия), где критика высоко оценила его исполнение оперы П. И. Чайковского «Пиковая дама», назвав «русским Караяном» (недоступная ссылка).
В 1967―1975 годах ― главный дирижёр и художественный руководитель Ленинградского театра оперы и балета им. С. Кирова (ныне Мариинский театр).
Гастролировал за рубежом (Италия, Югославия, Болгария, Греция и др.).
Существуют записи дирижёра — произведения Н. Н. Аркаса, А. П. Бородина, Н. В. Лысенко, С. В. Рахманинова, П. И. Чайковского, Д. Д. Шостаковича.
Вёл педагогическую деятельность. Профессор Ленинградской консерватории им. Н. Римского-Корсакова (1969).
Умер 3 января 1987 года на 77-м году жизни в Ленинграде. Похоронен на Лесовой дорожке Большеохтинского кладбища.

## Звания и награды
- 1-я премия Всесоюзного смотра молодых дирижёров (Ленинград, 1946)
- Народный артист Украинской ССР (1960)
- Народный артист СССР (1962)
- Государственная премия Украинской ССР им. Т. Шевченко (1976) — за дирижирование оперным спектаклем «Катерина Измайлова» Д. Д. Шостаковича, поставленного на сцене КУАТОБ им. Т. Шевченко
- орден Трудового Красного Знамени
- орден Отечественной войны II степени (1985)
- Два ордена «Знак Почёта» (20.06.1940, за выдающиеся заслуги в деле развития белорусского театрального и музыкального искусства[3]; 30.06.1951[4])
- Медали.

## Дирижёр-постановщик

### Киевский театр оперы и балета им. Т. Шевченко
Оперы
- 1946, 1962 — «Тарас Бульба» Н. В. Лысенко
- 1946 — «Пиковая дама» П. И. Чайковского
- 1948, 1962 — «Кармен» Ж. Бизе
- 1961 — «Алеко» С. В. Рахманинова
- 1961 — «Судьба человека» И. И. Дзержинского
- 1962 — «Мазепа» П. И. Чайковского
- 1962 — «Лоэнгрин» Р. Вагнера
- 1963 — «Хованщина» М. П. Мусоргского
- 1964 — «Тарас Шевченко» Г. И. Майбороды
- 1965, 1974 — «Катерина Измайлова» Д. Д. Шостаковича
- «Тихий Дон» И. И. Дзержинского

Балеты
- 1961 — «Симфонические танцы» на музыку С. В. Рахманинова
- 1961 — «Франческа да Римини» на музыку П. И. Чайковского

## Адреса в Ленинграде
- Петровская наб., д. 4[5]